# Ventura Casanovas i Sargas
Ventura Casanovas i Sargas (Espanya, s. XIX) va ser un compositor català.

## Obres
Es conserven diverses obres religioses i algunes peces per a ball de saló a piano

### Obra religiosa
- Benedictus, 1868, E:Bp
- Idilio, cu, p, ar, E:Bp
- O salutaris, Ti, Co, ac, org, 1871 (IA/MSA)
- Salve, Ant, 1865, E:Bp
- Salve, Ant, 6V, cb, fg, ac, 1872, E:MO
- Trisagio Mariano, Co, ac.
- Nada te turbe, nada te espante,1880. 1V, ac; org.
- Si quereis mi buen Jesus, 1885,1V, ac; Org o P

#### Misses
- Missa, 3V, E:Bp
- Missa de rèquiem, E:Bp
- Missa pastoral, 2V, (IA/MSA)
- Missa pastoral, 2V, ac (IA/MSA)

#### Obres per a cor
- Vamos pastorcillos, 2V, Co, p u órg (MSA).

### Peces per a piano
- Vals de salón, 1866, E:Bp.